# Konference OSN o změně klimatu 2019 v Madridu

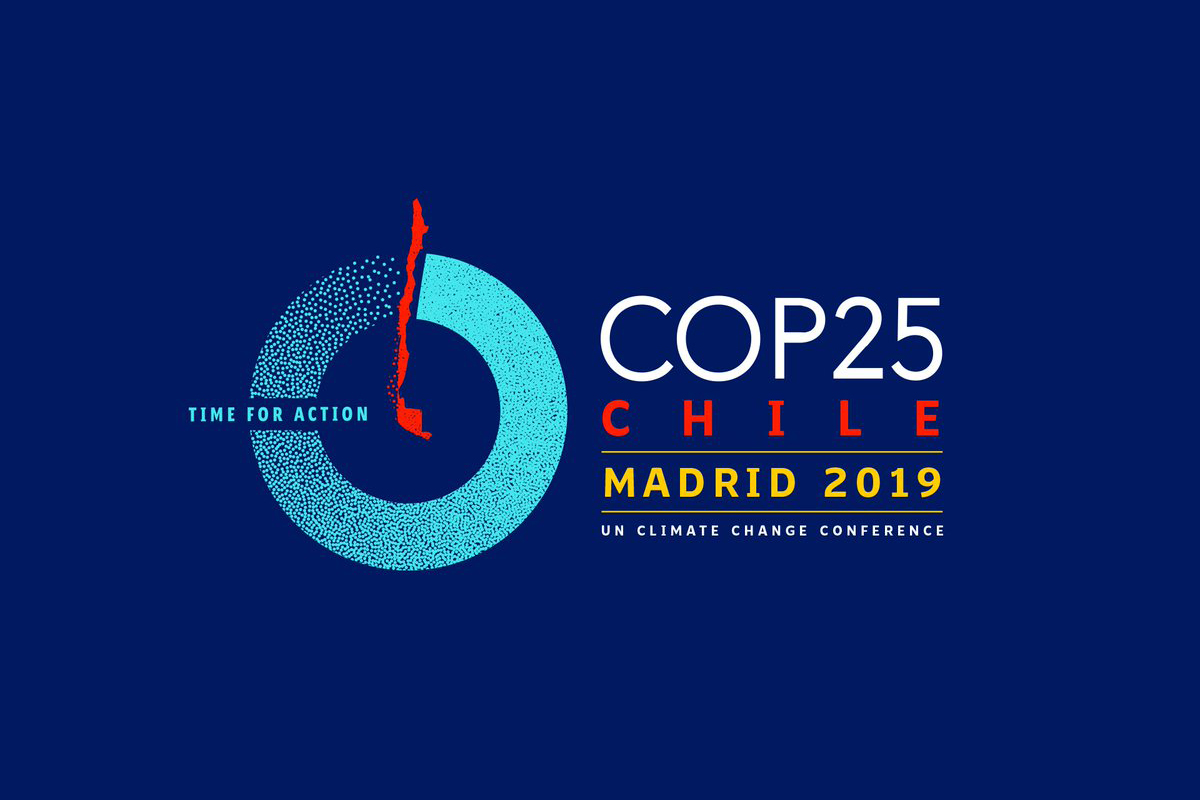
Logo konference

Konference OSN o změně klimatu 2019, známá také jako COP25, byla 25. konferencí OSN o změně klimatu. Konala se v Madridu ve Španělsku ve dnech 2.až 15. prosince 2019 a zahrnovala 25. konferenci smluvních stran Rámcové úmluvy Organizace spojených národů o změně klimatu (UNFCCC), 15. zasedání smluvních stran Kjótského protokolu (CMP15) a druhé setkání stran Pařížské dohody (CMA2).

## Předehra
Konference se měla původně konat v Brazílii v listopadu 2019, ale brazilský prezident Jair Bolsonaro oznámil v listopadu 2018 odstoupení Brazílie od její organizace a prohlásil, že je to z ekonomických důvodů. Poté nabídlo Chile uspořádání konference v Santiagu de Chile, ale sociální nepokoje na podzim 2019 nakonec donutily vládu koncem října 2019 ustoupit od hostování konference. Na základě dohody mezi Organizací spojených národů, Chile a Španělskem bylo dohodnuto, že se konference v původním termínu uskuteční v Madridu. v komplexu IFEMA.

## Účastníci
V polovině srpna 2019 se Greta Thunbergová a její otec Svante Thunberg plavili z Plymouthu přes Atlantský oceán směrem do Ameriky na závodní plachetnici Malizia II, aby se v září zúčastnili konference o klimatu OSN v New Yorku, a poté plánovali, že se v prosinci vydají po zemi na konferenci v Chile.
Harjeet Singh z environmentální skupiny ActionAid International uvedl, že přesun summitu z Chile do Španělska, oznámený pouhé 4 týdny před vlastní konferencí „představuje vážné překážky účasti“ pro delegáty z jižní polokoule.

## Diplomatická jednání
Poslední částí Pařížské dohody, který je třeba vyřešit, je článek 6. Tento článek popisuje pravidla pro trh s uhlíkem a další formy mezinárodní koordinace. Na předchozí Konferenci OSN o změně klimatu 2018 v Katovicích nebylo možné dosáhnout dohody na tomto článku; proto je třeba učinit několik politicky náročných rozhodnutí. Negativní emise by mohly být obchodovány podle Kjótského protokolu za účelem kompenzace emisí vyspělých zemí. Mnoho z těchto projektů však může být realizováno i bez zvláštní pobídky z Kjótského protokolu, takže tento mechanismus byl označen jako „horký vzduch“. Mezinárodní obchodování s uhlíkem může snížit celkové emise. Pokud se jednání o tomto bodu nezdaří, objeví se znovu v Konferenci OSN o změně klimatu 2018 v Katovicích (COP26) v roce 2020 v Glasgow.